# 戰鬥群 (德國)
戰鬥群（德語：Kampfgruppe）在德语中原本指代任何种类、规模的军事组织，但在英文中，戰鬥群特指二战中的納粹德國国防军和其他轴心国军队中的战斗群，也有较少的人用该词称呼第一次世界大战中的德意志帝國军队里的部分部队。
在纳粹德国空军术语中，“战斗群”可以指代轰炸机群，一个战斗群由三或四支中队组成，战斗群也经常隶属于名为“战斗中队”的轰炸机联队：一支战斗中队一般下辖三或四个战斗群。

## 性质
战斗群是为达成特定目标而临时组建的联合作战部队，一般都由坦克部队、步兵以及炮兵部队（包括反坦克部队）组成，以完成特定任务或行动。
战斗群的规模有时小到连级，有时大到军级，但最为常见的是“支队/分遣队”，即营级规模。战斗群一般以群指挥官的名字或母部队的师番号命名。

## 其他
- 工人階級戰鬥隊
- 特遣隊